# Fëdor Emel'janenko
Fëdor Vladimirovič Emel'janenko (in russo Фёдор Влади́мирович Емелья́ненко?; Rubižne, 28 settembre 1976) è un ex-lottatore di arti marziali miste e di sambo russo. Una ricorrente traslitterazione del nome è Fedor Emelianenko.
È rimasto imbattuto per un intero decennio e, per ben quattro anni consecutivi, campione indiscusso dei pesi massimi nell'organizzazione giapponese Pride, al tempo considerata la migliore federazione di arti marziali miste al mondo; è stato anche il vincitore del torneo Pride Heavyweight World Grand Prix nel 2004. Nel suo palmarès può vantare anche la vittoria dei tornei openweight e absolute class RINGS, entrambi nel 2001, nonché il titolo dei pesi massimi WAMMA, conquistato e difeso tra il 2008 e il 2009. Ha combattuto anche in altre organizzazioni di prestigio come Affliction, Strikeforce, Dream e la sua M-1 Global.
Molte testate ed esperti del settore lo considerano non solo il miglior lottatore dei pesi massimi di arti marziali miste di sempre ma anche il migliore in assoluto, tant'è che è stato premiato come
miglior lottatore di tutti i tempi dagli esperti del programma televisivo statunitense Inside MMA. In un sondaggio effettuato nel 2012 dal sito specializzato brasiliano Portal do Vale Tudo è risultato che i fan sudamericani ritengono che sia il russo il lottatore più forte di tutti i tempi a discapito del beniamino di casa Anderson Silva, bandiera dell'organizzazione statunitense UFC.
Prima di praticare MMA è stato uno degli atleti di combat sambo di maggior successo avendo vinto ben quattro mondiali, un europeo e sei campionati nazionali tra il 1999 e il 2012 nella categoria sopra i 100 kg; nel 1998 e 1999 ha vinto anche due medaglie di bronzo ai campionati nazionali di Judo. Ha un fratello minore, Aleksander, anch'egli lottatore professionista di MMA, Judo e Sambo con un passato nella Pride e nella M-1 Global.

## Caratteristiche tecniche
Riconosciuto da molti come il lottatore di arti marziali miste più forte di sempre (benché su questo punto ci sia sempre stato molto dibattito, soprattutto in Nord America), Emelianenko può vantare punti di forza in ogni aspetto del combattimento: considerato di piccole dimensioni per la categoria dei pesi massimi, vanta una grandissima velocità nello spostarsi fuori e dentro la guardia dell'avversario nonché uno striking fulmineo di gancio che ha la potenza necessaria per mettere KO l'avversario.
La sua abilità migliore è probabilmente il grappling, sia offensivo sia difensivo: ha infatti più volte dato dimostrazione della sua abilità acquisita con l'esperienza nel sambo e nel Judo sottomettendo validi grappler e wrestler e riuscendo a difendersi dai tentativi di sottomissione di maestri del settore come Antônio Rodrigo Nogueira.
È anche un ottimo incassatore e quando colpito in genere non arretra, dando l'impressione di non aver accusato il colpo; nonostante ciò ha più volte avuto problemi alle arcate sopraccigliari, che quando colpite spesso si sono aperte in vistose ferite.

## Biografia

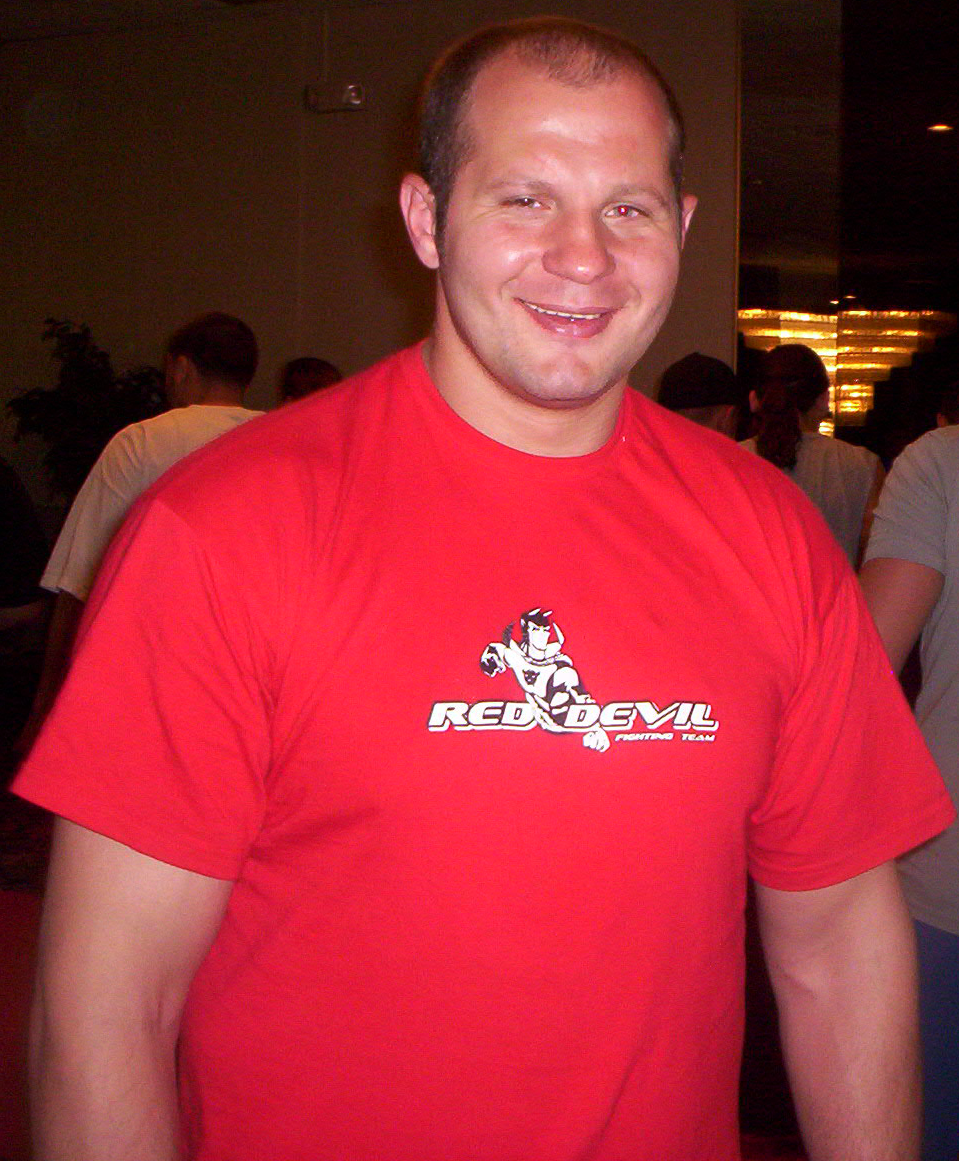
Fëdor Emel'janenko nel 2006

Emel'janenko è nato nel 1976 a Rubižne, attualmente in Ucraina ma parte dell'Unione Sovietica al momento della sua nascita. La sua famiglia si trasferì a Staryj Oskol, in Russia, due anni dopo la sua nascita; terminata la scuola superiore nel 1991, si è laureato con lode in una scuola professionale di commercio nel 1994. Dal 1995 al 1997 ha prestato servizio militare presso l'esercito russo.
La formazione sportiva di Emel'janenko è iniziata col Sambo inizialmente col maestro Vasilij Ivanovič Gavrilov e più tardi sotto il suo attuale allenatore Vladimir Michajlovič Voronov. Voronov ricorda che a dieci anni Fëdor era piuttosto debole fisicamente ma aveva un innato talento per il grappling e le sue qualità migliori erano la perseveranza e la forza di volontà. Nel 1997 ha ricevuto la certificazione ufficiale di "Maestro di Sport" nel Sambo e divenne parte della squadra nazionale russa; ha inoltre vinto una medaglia di bronzo nel 1998 nel campionato russo di Judo. Nel 2000 ha iniziato a studiare e imparare con sorprendente velocità "calci e pugni", seguito da Aleksandr Vasil'evič Mičkov, e ha iniziato a combattere nel sambo e nelle MMA nel 2000, all'età di 25 anni, perché "non aveva denaro".
Ha lavorato intensamente coi pesi ma nel 1999 li ha quasi completamente sostituiti con l'allenamento nel grappling, nella boxe e nella kickboxing. Il suo allenamento quotidiano consiste in trazioni alla sbarra, sollevamenti alle parallele e addominali; corre due volte al giorno ogni giorno per un totale di 12–15 km e spesso prende parte ad allenamenti in alta quota. Si reca inoltre a Kislovodsk con il suo team una o due volte l'anno per allenarsi: la squadra è composta dall'allenatore di grappling Voronov, quello di boxe Mičkov, quello di Muay Thai Ruslan Nagnibeda, il medico, il massaggiatore, lo psicologo Oleg Neustroev e da suo fratello Aleksander.

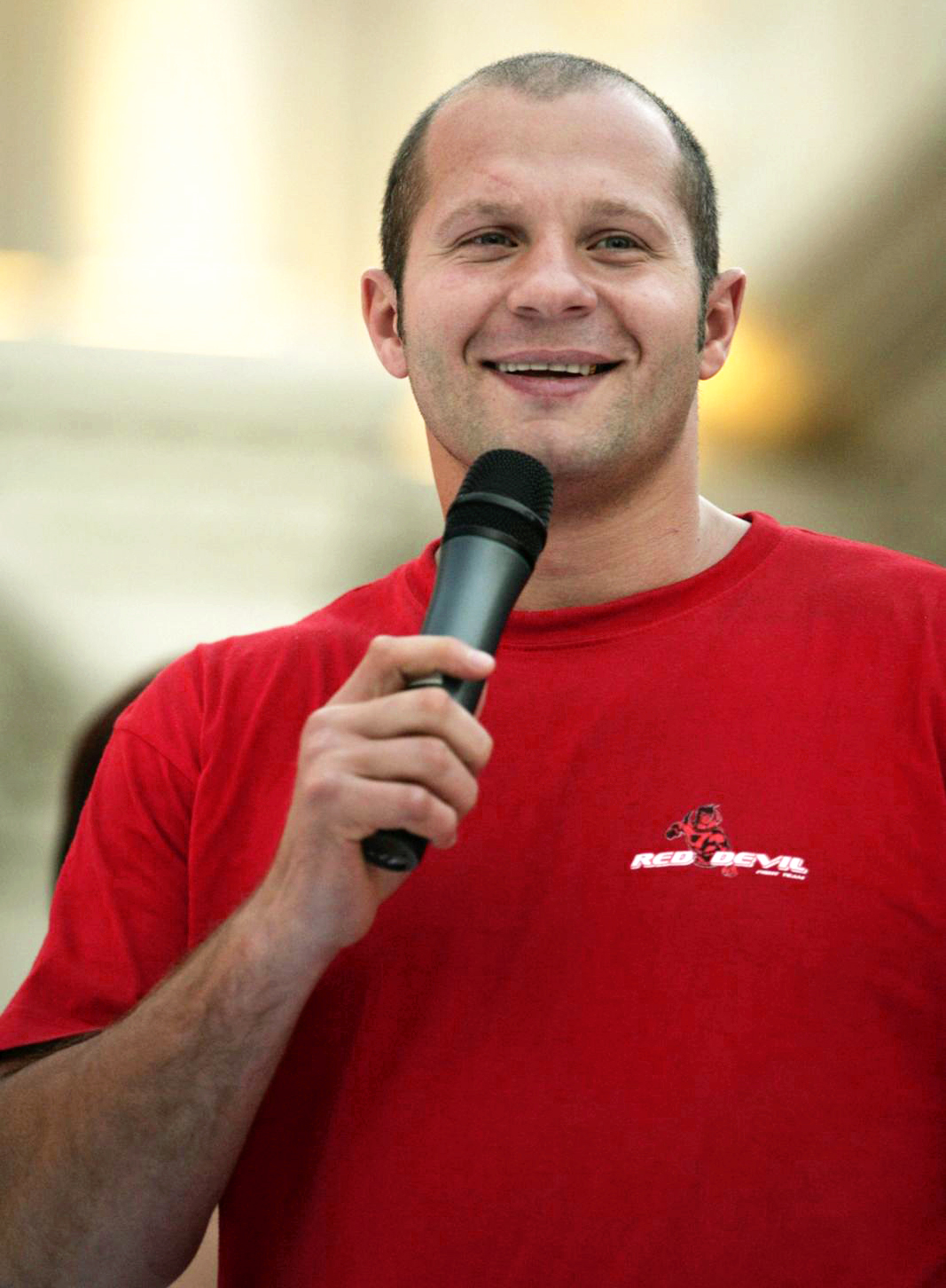
Fëdor Emel'janenko nel 2006 presso il Caesars Palace

## Carriera
Emel'janenko ha iniziato a combattere nelle MMA nel 2000 prestando particolare attenzione a migliorare la sua tecnica di combattimento in piedi: si è infatti recato nei Paesi Bassi per imparare la kick boxing e la muay thai da Ernesto Hoost.
Nel novembre 2007 ha gareggiato nel campionato mondiale di Combat Sambo, che ha riunito 780 rappresentanti di 45 paesi. Quando il suo avversario nei quarti non si è presentato, ha acceduto direttamente alla semifinale, dove ha strangolato un lottatore bulgaro in 40 secondi. Nella finale l'altro finalista si è rifiutato di competere decretando così la vittoria di Emel'janenko. Nel 2008 non riesce ad andare oltre alla medaglia di bronzo al Campionato del Mondo di Combat Sambo, vinto dal bulgaro Blagoi Ivanov.
Spesso chiamato con pseudonimi come "L'esperimento russo" o "Il cyborg" per via del modo con cui combatte, con sguardo freddo e proverbiale imbattibilità, dal 2000 al 2010 è stato sconfitto solamente una volta dal giapponese Tsuyoshi Kohsaka (stop per decisione dell'arbitro a causa di una ferita all'arcata sopracciliare) e in quegli anni è riuscito ad avere la meglio su diversi campioni UFC quali Andrei Arlovski, Tim Sylvia e Antônio Rodrigo Nogueira; dal 2010 ha subito tre sconfitte di seguito contro i brasiliani Fabrício Werdum e Antônio Silva e contro lo statunitense Dan Henderson rendendo sempre più insistenti le voci riguardo ad un suo possibile ritiro; inoltre, con la sconfitta patita contro Werdum, ha messo fine alla sua serie di risultati utili consecutivi che durava da ben 28 incontri, al tempo la terza serie più lunga che si ricordasse nelle MMA dopo quelle di Travis Fulton (40 incontri consecutivi) e dell'amico Ihor Vovčančyn (37 incontri).

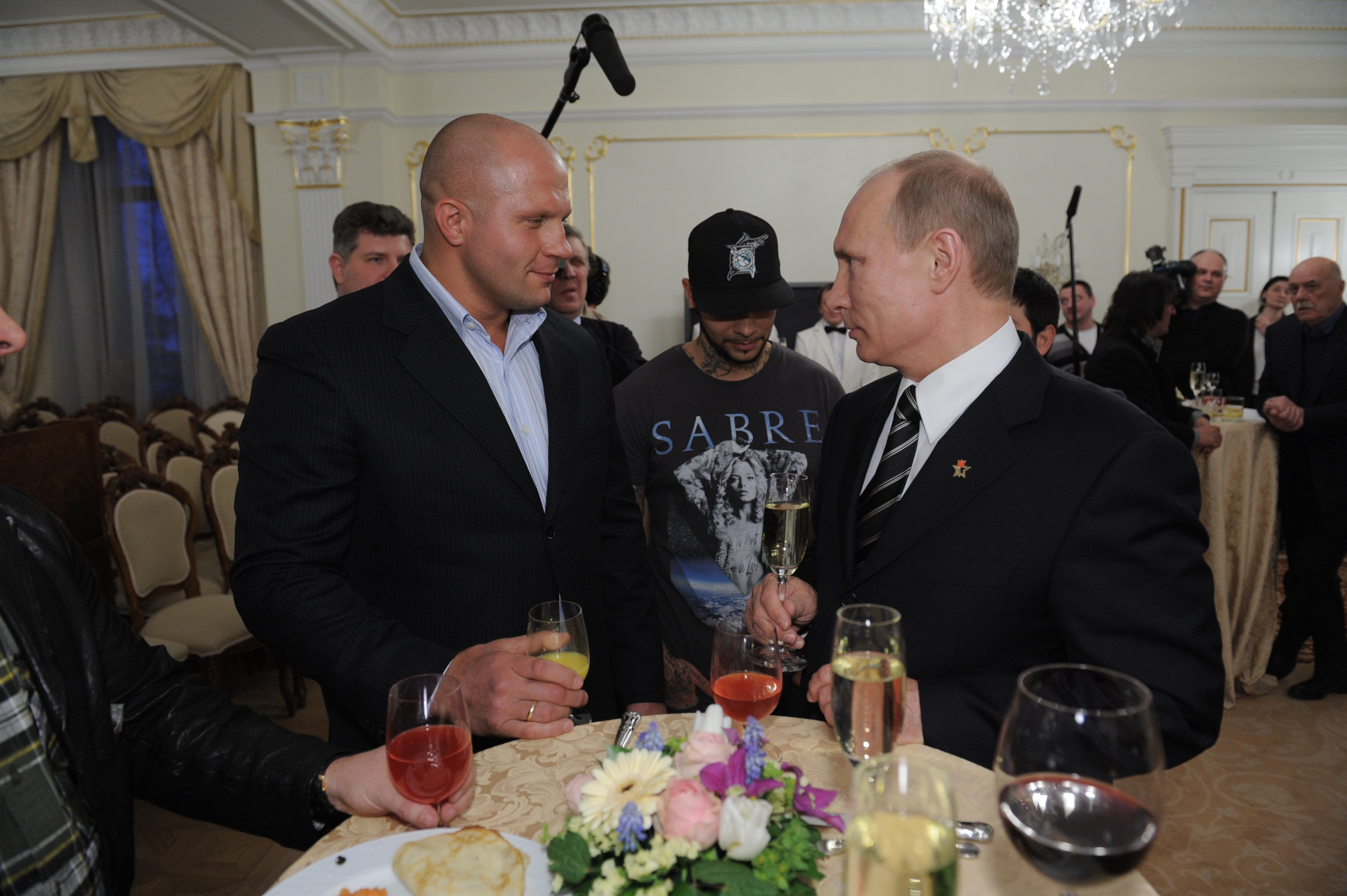
Emelianenko nel marzo 2012 in compagnia di Vladimir Putin

Per anni è stato bersaglio delle critiche di Dana White, presidente della UFC, che grazie alle notevoli risorse economiche annovera da anni i migliori talenti delle arti marziali miste; dopo che Emelianenko ha sconfitto diversi ex campioni UFC e NCAA White ha iniziato a desiderarlo per poterlo inserire subito nella UFC e organizzare la sfida per il titolo dei massimi tra il russo e l'allora campione in carica Brock Lesnar, ma Emelianenko rifiutò un'allettante proposta di contratto perché le clausole inserite da White non permettevano la collaborazione con la compagnia M-1 Global di Fedor, la possibilità per il lottatore di partecipare ai tornei di Sambo e imponevano al campione russo un rinnovo contrattuale automatico se al momento della scadenza del contratto egli fosse stato il campione di categoria in carica.
Il ritorno alla vittoria avviene contro Jeff Monson il 20 novembre all'evento "M-1 Global: Fedor vs. Monson" affermandosi per decisione unanime; successivamente sconfigge il judoka Satoshi Ishii e nel 2012 combatte il suo ultimo incontro, sconfiggendo Pedro Rizzo ed annunciando ufficialmente il suo ritiro dall'attività agonistica. Finita l'attività agonistica fonda la WMMAA (World MMA Association) con sede a Monte Carlo, oggi la più importante federazione mondiale di MMA di ispirazione olimpica, di cui è presidente onorario.
A giugno del 2016 dovette affrontare Fabio Maldonado in una promozione del circuito regionale di San Pietroburgo. Dopo aver rischiato di perdere nel primo round dopo essere stato colpito in pieno volto, Emelianenko riuscì a trionfare negli ultimi due round e vincere l'incontro in modo controverso per decisione di maggioranza. 4 media su 5 davano come risultato dell'incontro un pareggio. Tutti e tre i giudici vennero accusati di conflitto di interessi, favorendo quindi Fedor nel punteggio. Successivamente, a metà di luglio, il risultato ufficiale venne cambiato in un pareggio.
Dopo la sua terribile performance contro il brasiliano, Emelianenko annunciò di voler continuare la sua carriera e di rivedere alcune proposte ricevute in passato, la più interessante delle quali potrebbe arrivare dalla UFC. Agli inizi del 2017, tuttavia, il russo firma un contratto per più incontri con la federazione rivale a quella di Dana White, la Bellator MMA: il 18 febbraio avrebbe dovuto affrontare Matt Mitrione all'evento Bellator 172, ma a poche ore dall'incontro lo statunitense ha dovuto dare forfait a causa di un problema di calcoli renali. L'incontro si tiene il 24 giugno al Madison Square Garden di New York all'evento Bellator 180 e Mitrione vince per KO alla prima ripresa.
Il 28 aprile 2018, all'evento Bellator 198, Fedor combatte contro l'ex campione dei pesi massimi UFC Frank Mir nel terzo turno preliminare del torneo indetto per decretare il nuovo campione dei pesi massimi: Emilianenko mette KO il suo avversario dopo soli quarantotto secondi dall'inizio dell'incontro. In semifinale, all'evento Bellator 208, batte Chael Sonnen per KO tecnico ancora alla prima ripresa; in finale, tuttavia, viene sconfitto per KO in soli trentacinque secondi da Ryan Bader.

## Risultati nelle arti marziali miste
| Risultato  | Record   | Avversario               | Metodo                              | Evento                                      | Data             | Round | Tempo | Città                        | Note |
| ---------- | -------- | ------------------------ | ----------------------------------- | ------------------------------------------- | ---------------- | ----- | ----- | ---------------------------- | --- |
| Sconfitta  | 40-7 (1) | Ryan Bader               | KO Tecnico (pugni)                  | Bellator 290                                | 4 febbraio 2023  | 1     | 2:30  | Inglewood, Stati Uniti       | Per il titolo dei pesi massimi Bellator                                                                 |
| Vittoria   | 40-6 (1) | Timothy Johnson          | KO (pugni)                          | Bellator 269                                | 23 ottobre 2021  | 1     | 1:46  | Mosca, Russia                | |
| Vittoria   | 39-6 (1) | Quinton Jackson          | KO Tecnico (pugni)                  | Bellator 237                                | 29 dicembre 2019 | 1     | 2:44  | Saitama, Giappone            | |
| Sconfitta  | 38-6 (1) | Ryan Bader               | KO Tecnico (pugni)                  | Bellator 214                                | 26 gennaio 2019  | 1     | 0:35  | Inglewood, Stati Uniti       | Finale del Bellator Heavyweight Grand Prix, per il titolo dei pesi massimi Bellator                     |
| Vittoria   | 38-5 (1) | Chael Sonnen             | KO Tecnico (pugni)                  | Bellator 208                                | 13 ottobre 2018  | 1     | 4:46  | Uniondale, Stati Uniti       | Semifinale del Bellator Heavyweight Grand Prix                                                          |
| Vittoria   | 37-5 (1) | Frank Mir                | KO (pugni)                          | Bellator 198                                | 28 aprile 2018   | 1     | 0:48  | Rosemont, Stati Uniti        | Quarti di finale del Bellator Heavyweight Grand Prix                                                    |
| Sconfitta  | 36–5 (1) | Matt Mitrione            | KO Tecnico (pugni)                  | Bellator 180                                | 24 giugno 2017   | 1     | 1:14  | New York, Stati Uniti        | Debutto in Bellator MMA                                                                                 |
| Vittoria   | 36–4 (1) | Fabio Maldonado          | Decisione (unanime)                 | EFN 50: Emelianenko vs. Maldonado           | 17 giugno 2016   | 3     | 5:00  | Sibur Arena, Russia          | |
| Vittoria   | 35–4 (1) | Singh Jaideep            | KO Tecnico (pugni)                  | Rizin Fighting Federation 2                 | 31 dicembre 2015 | 1     | 3:02  | Saitama, Giappone            | |
| Vittoria   | 34–4 (1) | Pedro Rizzo              | KO (pugni)                          | M-1 Global: Fedor vs. Rizzo                 | 21 giugno 2012   | 1     | 1:24  | San Pietroburgo, Russia      | |
| Vittoria   | 33–4 (1) | Satoshi Ishii            | KO (pugni)                          | Fight For Japan: Genki Desu Ka Omisoka 2011 | 31 dicembre 2011 | 1     | 2:29  | Saitama, Giappone            | |
| Vittoria   | 32–4 (1) | Jeff Monson              | Decisione (unanime)                 | M-1 Global: Fedor vs. Monson                | 20 novembre 2011 | 3     | 5:00  | Mosca, Russia                | |
| Sconfitta  | 31–4 (1) | Dan Henderson            | KO Tecnico (pugni)                  | Strikeforce: Fedor vs. Henderson            | 30 luglio 2011   | 1     | 4:12  | Hoffman Estates, Stati Uniti | |
| Sconfitta  | 31–3 (1) | Antônio Silva            | KO Tecnico (stop medico)            | Strikeforce: Fedor vs. Silva                | 12 febbraio 2011 | 2     | 5:00  | East Rutherford, Stati Uniti | Strikeforce 2011 Heavyweight Grand Prix, Quarti di finale                                               |
| Sconfitta  | 31–2 (1) | Fabrício Werdum          | Sottomissione (armbar triangolare)  | Strikeforce: Fedor vs. Werdum               | 26 giugno 2010   | 1     | 1:09  | San Jose, Stati Uniti        | |
| Vittoria   | 31–1 (1) | Brett Rogers             | KO Tecnico (pugni)                  | Strikeforce: Fedor vs. Rogers               | 7 novembre 2009  | 2     | 1:48  | Hoffman Estates, Stati Uniti | Difende il titolo dei Pesi Massimi WAMMA                                                                |
| Vittoria   | 30–1 (1) | Andrei Arlovski          | KO (pugno)                          | Affliction: Day of Reckoning                | 24 gennaio 2009  | 1     | 3:14  | Anaheim, Stati Uniti         | Difende il titolo dei Pesi Massimi WAMMA                                                                |
| Vittoria   | 29–1 (1) | Tim Sylvia               | Sottomissione (rear naked choke)    | Affliction: Banned                          | 19 luglio 2008   | 1     | 0:36  | Anaheim, Stati Uniti         | Vince il titolo dei Pesi Massimi WAMMA                                                                  |
| Vittoria   | 28–1 (1) | Choi Hong-Man            | Sottomissione (armbar)              | Yarennoka!                                  | 31 dicembre 2007 | 1     | 1:54  | Saitama, Giappone            | |
| Vittoria   | 27–1 (1) | Matt Lindland            | Sottomissione (armbar)              | BodogFIGHT: Clash of the Nations            | 14 aprile 2007   | 1     | 2:58  | San Pietroburgo, Russia      | |
| Vittoria   | 26–1 (1) | Mark Hunt                | Sottomissione (kimura)              | Pride Shockwave 2006                        | 31 dicembre 2006 | 1     | 8:16  | Saitama, Giappone            | Difende il titolo dei Pesi Massimi Pride                                                                |
| Vittoria   | 25–1 (1) | Mark Coleman             | Sottomissione (armbar)              | Pride 32: The Real Deal                     | 21 ottobre 2006  | 2     | 1:17  | Las Vegas, Stati Uniti       | |
| Vittoria   | 24–1 (1) | Zuluzinho                | KO Tecnico (sottomissione ai colpi) | Pride Shockwave 2005                        | 31 dicembre 2005 | 1     | 0:26  | Saitama, Giappone            | |
| Vittoria   | 23–1 (1) | Mirko Filipović          | Decisione (unanime)                 | Pride Final Conflict 2005                   | 28 agosto 2005   | 3     | 5:00  | Saitama, Giappone            | Difende il titolo dei Pesi Massimi Pride                                                                |
| Vittoria   | 22–1 (1) | Tsuyoshi Kohsaka         | KO Tecnico (stop medico)            | Pride Bushido 6                             | 3 aprile 2005    | 1     | 10:00 | Yokohama, Giappone           | |
| Vittoria   | 21–1 (1) | Antônio Rodrigo Nogueira | Decisione (unanime)                 | Pride Shockwave 2004                        | 31 dicembre 2004 | 3     | 5:00  | Saitama, Giappone            | Vince il torneo Pride 2004 Heavyweight Grand Prix e unifica il titolo dei Pesi Massimi Pride ad Interim |
| No Contest | 20–1 (1) | Antônio Rodrigo Nogueira | No Contest (testata involontaria)   | Pride Final Conflict 2004                   | 15 agosto 2004   | 1     | 3:52  | Saitama, Giappone            | Torneo Pride 2004 Heavyweight Grand Prix, Finale                                                        |
| Vittoria   | 20–1     | Naoya Ogawa              | Sottomissione (armbar)              | Pride Final Conflict 2004                   | 15 agosto 2004   | 1     | 0:54  | Saitama, Giappone            | Torneo Pride 2004 Heavyweight Grand Prix, Semifinale                                                    |
| Vittoria   | 19–1     | Kevin Randleman          | Sottomissione (kimura)              | Pride Critical Countdown 2004               | 20 giugno 2004   | 1     | 1:33  | Saitama, Giappone            | Torneo Pride 2004 Heavyweight Grand Prix, Quarti di finale                                              |
| Vittoria   | 18–1     | Mark Coleman             | Sottomissione (armbar)              | Pride Total Elimination 2004                | 25 aprile 2004   | 1     | 2:11  | Saitama, Giappone            | Torneo Pride 2004 Heavyweight Grand Prix, Primo turno                                                   |
| Vittoria   | 17–1     | Yūji Nagata              | KO Tecnico (colpi)                  | Inoki Bom-Ba-Ye 2003                        | 31 dicembre 2003 | 1     | 1:02  | Kōbe, Giappone               | |
| Vittoria   | 16–1     | Gary Goodridge           | KO Tecnico (soccer kick e pugni)    | Pride Total Elimination 2003                | 10 agosto 2003   | 1     | 1:09  | Saitama, Giappone            | |
| Vittoria   | 15–1     | Kazuyuki Fujita          | Sottomissione (rear naked choke)    | Pride 26: Bad to the Bone                   | 8 giugno 2003    | 1     | 4:17  | Tokyo, Giappone              | |
| Vittoria   | 14–1     | Egidijus Valavičius      | Sottomissione (kimura)              | RINGS Bushido Rings 7: Adrenalinas          | 5 aprile 2003    | 2     | 1:11  | Vilnius, Lituania            | |
| Vittoria   | 13–1     | Antônio Rodrigo Nogueira | Decisione (unanime)                 | Pride 25: Body Blow                         | 16 marzo 2003    | 3     | 5:00  | Yokohama, Giappone           | Vince il titolo dei Pesi Massimi Pride                                                                  |
| Vittoria   | 12–1     | Heath Herring            | KO Tecnico (stop medico)            | Pride 23: Championship Chaos 2              | 24 novembre 2002 | 1     | 10:00 | Tokyo, Giappone              | |
| Vittoria   | 11–1     | Semmy Schilt             | Decisione (unanime)                 | Pride 21: Demolition                        | 23 giugno 2002   | 3     | 5:00  | Saitama, Giappone            | Debutto in Pride                                                                                        |
| Vittoria   | 10–1     | Chris Haseman            | KO Tecnico (colpi)                  | RINGS: World Title Series Grand Final       | 15 febbraio 2002 | 1     | 2:50  | Yokohama, Giappone           | Vince il torneo Absolute Class RINGS 2001                                                               |
| Vittoria   | 9–1      | Lee Hasdell              | Sottomissione (ghigliottina)        | RINGS: World Title Series 5                 | 21 dicembre 2001 | 1     | 4:10  | Yokohama, Giappone           | Torneo Absolute Class RINGS 2001, Semifinale                                                            |
| Vittoria   | 8–1      | Ryūshi Yanagisawa        | Decisione (unanime)                 | RINGS: World Title Series 4                 | 20 ottobre 2001  | 3     | 5:00  | Tokyo, Giappone              | Torneo Absolute Class RINGS 2001, Quarti di finale                                                      |
| Vittoria   | 7–1      | Renato Sobral            | Decisione (unanime)                 | RINGS: 10th Anniversary                     | 11 agosto 2001   | 2     | 5:00  | Tokyo, Giappone              | Torneo Openweight RINGS 2001, Semifinale. Vince il torneo per forfait del finalista.                    |
| Vittoria   | 6–1      | Kerry Schall             | Sottomissione (armbar)              | RINGS: World Title Series 1                 | 20 aprile 2001   | 1     | 1:47  | Tokyo, Giappone              | Torneo Openweight RINGS 2001, Quarti di finale                                                          |
| Vittoria   | 5–1      | Mihail Apostolov         | Sottomissione (rear naked choke)    | RINGS Russia: Russia vs. Bulgaria           | 6 aprile 2001    | 1     | 1:03  | Ekaterinburg, Russia         | |
| Sconfitta  | 4–1      | Tsuyoshi Kohsaka         | KO Tecnico (stop medico)            | RINGS: King of Kings 2000 Block B           | 22 dicembre 2000 | 1     | 0:17  | Osaka, Giappone              | Torneo King of Kings 2000, Secondo turno                                                                |
| Vittoria   | 4–0      | Ricardo Arona            | Decisione (unanime)                 | RINGS: King of Kings 2000 Block B           | 21 dicembre 2000 | 3     | 5:00  | Osaka, Giappone              | Torneo King of Kings 2000, Primo turno                                                                  |
| Vittoria   | 3–0      | Hiroya Takada            | KO (pugni)                          | RINGS: Battle Genesis Vol. 6                | 5 settembre 2000 | 1     | 0:12  | Tokyo, Giappone              | |
| Vittoria   | 2–0      | Levon Lagvilava          | Sottomissione (rear naked choke)    | RINGS: Russia vs. Georgia                   | 16 agosto 2000   | 1     | 7:24  | Tula, Russia                 | |
| Vittoria   | 1–0      | Martin Lazarov           | Sottomissione (ghigliottina)        | RINGS: Russia vs. Bulgaria                  | 21 maggio 2000   | 1     | 2:24  | Ekaterinburg, Russia         | |